# با عشق، مگان
با عشق، مگان (انگلیسی: With Love, Meghan) یک مجموعهٔ تلویزیونی سبک زندگی آمریکایی است با اجرای مگان، دوشس ساسکس و به تهیه‌کنندگی اجرایی او است. این مجموعه در ۴ مارس ۲۰۲۵ از نتفلیکس پخش شد.

## خلاصه داستان
مفهوم با عشق، مگان به‌طور رسمی این‌گونه توصیف شده است:
«این مجموعهٔ الهام‌بخش که به تهیه‌کنندگی مگان، دوشس ساسکس، ساخته شده، ژانر برنامه‌های سبک زندگی را بازآفرینی می‌کند و آموزش‌های عملی را با گفت‌وگوهای صمیمانه با دوستان قدیمی و جدید در هم می‌آمیزد. مگان نکات و ترفندهای شخصی خود را به اشتراک می‌گذارد، بر بازیگوشی به جای کمال‌گرایی تأکید می‌کند و نشان می‌دهد که چگونه حتی در موقعیت‌های غیرمنتظره می‌توان به سادگی زیبایی آفرید. او و مهمانانش آستین‌ها را بالا می‌زنند و در آشپزخانه، باغ و فراتر از آن دست به کار می‌شوند و شما را هم به همین کار دعوت می‌کنند.»

## تولید
در سپتامبر ۲۰۲۰، دوک و دوشس ساسکس قراردادی خصوصی با نتفلیکس امضا کردند تا «مجموعه‌های داستانی و غیرداستانی، فیلم، مستند و برنامه‌های کودک برای این سرویس استریم تولید کنند». ارزش این همکاری پنج ساله حدود ۱۰۰ میلیون دلار برآورد شد. در آوریل ۲۰۲۴، ددلاین هالیوود گزارش داد که دوک و دوشس ساسکس در حال توسعه دو پروژهٔ غیرداستانی با نتفلیکس از طریق شرکت تولیدی خود، آرچ‌ول پروداکشنز هستند. یکی از این پروژه‌ها یک برنامهٔ آشپزی و باغبانی با حضور مگان خواهد بود که در آن «لذت‌های آشپزی، باغبانی، سرگرمی و دوستی» جشن گرفته می‌شود.
با عشق، مگان در ۲ ژانویه ۲۰۲۵ معرفی شد. منتقدان اشاره کردند که اولین تریلر این مجموعه یک روز پس از بازگشت دوشس ساسکس به اینستاگرام منتشر شد؛ او سه ماه قبل از ازدواجش با شاهزاده هری حساب شخصی خود را پاک کرده بود. مگان به همراه شانل پیس‌نیک، شورانر لیا هاریتون، و آرون سیدمن و الی هولزمن از شرکت دی اینتلکچوال پروپرتی کورپوریشن، تهیه‌کنندگی اجرایی این مجموعه را بر عهده داشت. مایکل استید کارگردانی تمام هشت قسمت را انجام داد که در یک خانهٔ روستایی نزدیک اقامتگاه مگان و هری در مونتسیتو، کالیفرنیا فیلم‌برداری شدند.
این مجموعه ابتدا قرار بود در ۱۵ ژانویه ۲۰۲۵ پخش شود، اما به دلیل موج آتش‌سوزی‌های گسترده در جنوب کالیفرنیا، انتشار به ۴ مارس ۲۰۲۵ موکول شد.
در ۷ مارس ۲۰۲۵، نتفلیکس اعلام کرد که فیلم‌برداری فصل دوم این مجموعه به پایان رسیده و قرار است در پاییز ۲۰۲۵ منتشر شود. با این حال، نتفلیکس تصمیم گرفت فصل جدیدی از این مجموعه تولید نکند، زیرا قرارداد اصلی مگان و پرنس هری با نتفلیکس در سال ۲۰۲۵ لغو شد. با این حال، در اوت ۲۰۲۵ اعلام شد که یک ویژه‌برنامهٔ تعطیلات با عنوان با عشق، مگان: جشن تعطیلات در دسامبر ۲۰۲۵ تحت قرارداد جدید چندساله و «اولین نگاه» مگان و همسرش با نتفلیکس منتشر خواهد شد.